# 褚該
褚 該（ちょ がい、生没年不詳）は、中国の南北朝時代の官僚・医師。字は孝通。本貫は河南郡陽翟県。

## 経歴
南朝梁の鄱陽王中記室の褚義昌の子として生まれた。医術を得意として、当時に有名であった。梁に仕えて武陵王府参軍となり、武陵王蕭紀に従って成都に入った。承聖2年（553年）、蕭撝とともに西魏に降り、平東将軍・左銀青光禄大夫の位を受けた。後に驃騎将軍・右光禄大夫に転じた。北周の武成元年（559年）、医正上士の位を受けた。許奭の死後、ますます重んじられるようになり、医師として姚僧垣に次ぐ評判を取った。天和元年（566年）、県伯下大夫に転じた。天和5年（570年）、車騎大将軍・儀同三司の位に進んだ。後に病没した。
子の褚士則も、医師となった。

## 伝記資料
- 『周書』巻47 列伝第39
- 『北史』巻90 列伝第78